# ジェリー・ソープ
ジェリー・ソープ（Jerry Thorpe、1926年8月29日 -2018年9月25日）はアメリカ合衆国の映画監督。本名はRichard Jerome "Jerry" Thorpe。
父は同じく映画監督であるリチャード・ソープ。

## 作品
- ブルー・ファイア
- ドクター・ラファティ
- 赤ちゃんをとらないで!15歳の出産
- ハンコック家の人々
- 追跡者
- 燃えよ!カンフー(テレビ)
- グレイトヒットマン/闇の超法規暗殺組織を消せ!
- 燃えよカンフー
- ケーブルカー殺人事件
- 辺境の谷
- 殺し屋株式会社
- ガンマンの対決
- ベネチタ事件